# Les Ormes (Yonne)
Les Ormes è un comune francese di 287 abitanti situato nel dipartimento della Yonne nella regione della Borgogna-Franca Contea.

## Società

### Evoluzione demografica
Abitanti censiti